# Liotryphon strobilellae
Liotryphon strobilellae är en stekelart som först beskrevs av Carl von Linné 1758.  Liotryphon strobilellae ingår i släktet Liotryphon och familjen brokparasitsteklar. Arten är reproducerande i Sverige. Utöver nominatformen finns också underarten L. s. canaliculatus.